# MacArthur (filme)
MacArthur (bra: MacArthur, o General Rebelde) é um filme norte-americano de 1977 dirigido por Joseph Sargent.
Conta a vida do general norte-americano Douglas MacArthur (interpretado por Gregory Peck).